# Општина Балени (Галац)
Балени (рум. Băleni) општина је у Румунији у округу Галац.
Oпштина се налази на надморској висини од 195 m.